# フランソワ・モデスト
フランソワ・ジョセフ・モデスト（François Joseph Modesto, 1978年8月19日 - ）は、フランス・バスティア出身の元サッカー選手。現役時代のポジションはディフェンダー。

## 経歴
地元のSCバスティアでプロデビューし、1999年にセリエAのカリアリ・カルチョへ移籍するも1シーズンでセリエB降格。その後4シーズン過ごし、2004年にASモナコに移籍した。モナコでは主力として6シーズンプレーし、2010年にオリンピアコスFCに移籍。
2013年、バスティアへ15季ぶりに復帰。2015-16シーズン終了を以て現役を引退した。
2016-17シーズンより、古巣オリンピアコスのテクニカルスタッフ及びスカウトに就任することが発表された。

## タイトル
オリンピアコス
- ギリシャ・スーパーリーグ : 2010-11, 2011-12, 2012-13
- キペロ・エラーダス : 2012, 2013